# 中村道碩
中村道碩（1582年—1630年），日本圍棋棋手，生於京都，道碩也可稱作道石，本因坊算砂的徒弟。

## 生平
1612年道碩被德川家康授予與算砂同等級的俸祿，道碩為算砂門下最強者，甚至被認為有青出於藍的實力，不過不知是有意銷毀或是不紀錄，道碩與算砂的對局譜連一譜都沒傳下，對算砂的好敵手林利玄也只有兩譜，也許是道碩取得壓倒性的勝利的緣故。
道碩被期待為可接任算砂成為第二世本因坊者，但是彼時本因坊家尚為日蓮宗的一個分支，要剃度、禁慾、齋戒，道碩卻娶妻生子，違反教義，加上道碩本身就想自立一派，於是道碩離開坊門，成為井上家的元祖；不過當時圍棋四大家尚未成型，掌門人這種制度也還沒出現，道碩之於井上家就如林利玄之於林家，並不算第一世，不過後來的第十一世井上因碩將井上家譜中的第一世改為道碩，道碩便被稱為第一世井上道碩。
後來算砂去世，指定的繼承人杉村算悅只有13歲、二段，於是算砂將道碩找來，先指定道碩為新的名人，並希望道碩好好指導算悅成高手，如算悅不材，道碩可以取而代之；之後道碩將算悅指導到上手，完成算砂遺命，也算一樁美事。
道碩的棋力作為名人是實至名歸的，當時安井家的第一世家督安井六藏與之常常對局，對局之多，達上百盤，被認為是與算砂、利玄對局般的好對手，總計道碩多贏了四十幾盤，安井六藏不斷的挑戰名人，道碩曾苦笑說「名人是到手了，命卻被算哲給拿走了」。1630年，在算悅得到三十石五人扶持的俸祿後，心滿意足地去世了。

## 外部連結
日本圍棋故事